# La bisbetica domata
La bisbetica domata (The Taming of the Shrew, letteralmente in italiano L'addomesticamento della bisbetica) è una commedia di William Shakespeare.
L'opera, divisa in cinque atti scritti sia in versi che in prosa, narra di Petruccio, avventuriero veronese, che sposa e soggioga l'intrattabile Caterina di Padova, attirato soprattutto dalla sua dote. Particolarmente incerta è la sua data di composizione, generalmente ritenuta antecedente al 1594.

## Trama
L'opera comincia con una introduzione, una forma narrativa in cui a un povero calderaio, Cristopher Sly, viene fatto credere di essere un ricco Lord e di essere stato addormentato per anni. Sly e un paggio si siedono quindi a vedere una rappresentazione di attori girovaghi dal titolo "La bisbetica domata": si tratta quindi di un esempio di metateatro (teatro nel teatro) e dopo questa scena Sly scompare. 
La vera trama parla di Battista Minola, un gentiluomo di Padova, che ha due figlie: la più grande, Caterina, conosciuta per la scontrosità, e la più giovane, Bianca, al contrario nota per la sua gentilezza ed obbedienza. Bianca ha due corteggiatori, Gremio ed Ortensio, mentre Caterina non ne ha alcuno proprio a causa del suo carattere tremendo. Quindi Battista decide di allontanare Bianca dalla società finché Caterina non sarà sposata.
Intanto Lucenzio, un giovane pisano, vede Bianca e si innamora perdutamente di lei, mentre Gremio ed Ortensio uniscono le loro forze per trovare un marito a Caterina. Quando Petruccio, un amico di Ortensio, arriva a Padova in cerca di moglie, essi gli parlano del brutto carattere di Caterina, ma anche del suo denaro: Petruccio decide all'istante di volerla sposare. Nel frattempo Lucenzio si è scambiato d'abito con il suo servo Tranio per diventare il tutore in letteratura di Bianca.
Nello stesso modo Ortensio si traveste da tutore di musica e promette a Petruccio di introdurlo in casa di Battista. I fatti successivi aiutano Petruccio nel suo disegno ed il matrimonio viene fissato.
Il giorno del matrimonio, Petruccio arriva dalla cerimonia vestito molto squallidamente e rifiuta di restare al banchetto, costringendo Caterina a seguirlo. Nel frattempo la corte di Lucenzio verso Bianca procede bene. Giunta a casa di Petruccio, Caterina è costretta dal marito ad una serie di privazioni, di umiliazioni e ad un lungo processo manipolatorio che gradualmente schiacciano il suo ostinato carattere e la rendono più mite e accondiscendente. Bianca sposa il suo Lucenzio ed Ortensio una ricca vedova. Dopo la discussione viene proposta alle tre mogli una professione di obbedienza: Bianca e la vedova rifiutano, mentre Caterina obbedisce e fa alle altre due l'elenco dei loro doveri.

## Contesto storico

### Condizione femminile all'epoca
Shakespeare, in questa commedia, dimostra ed analizza con grande abilità la psicologia femminile del suo tempo.
Egli si oppone alle fredde regole sociali dei matrimoni combinati per interesse o prestigio delle famiglie e, nella figura di Caterina, ci mostra con ironia i conflitti interiori di una moglie domata dal matrimonio.
Caterina mostra, al contempo, la sottile intelligenza femminile, il coraggio e l'ostinazione che la sorreggono nel rapporto difficile con Petruccio.
Il contrasto tra Caterina, donna diretta, ma sincera, e Bianca, fanciulla educata, ma prepotente, alla fine mette in guardia il pubblico sulle false apparenze ed insegna che non sempre la sposa che si piega remissiva ai doveri è capace di amare veramente.
Bisogna però ricordare che il padre mercante Battista è pronto a disporre delle figlie come merce, dandole al migliore offerente; si può quindi pensare che, in questo caso, Shakespeare si ponga dalla parte delle fanciulle che tentano di opporsi.

## Commento

### I personaggi principali
- Caterina: Sorella di Bianca e figlia di Battista Minola, un ricco mercante di Padova. La sua reputazione è di bisbetica, ma in realtà lo è solo all'apparenza. Caterina è la prima fra le brillanti ed argute protagoniste dei brani di Shakespeare. Essa ha scoperto che l'unica soluzione che possa preservare la sua integrità è di opporsi a ciò che gli altri dicono. Ella possiede un modesto senso dell'umorismo ed un carattere irascibile e scontroso.

- Petruccio: Un giovanotto di Verona che dice di essere venuto a Padova per sposarsi con una ragazza ricca e benestante. È un uomo allegro, impaziente e molto soddisfatto di Caterina. Egli possiede una corporatura robusta ed un'altezza considerevole. All'inizio è scontroso ed anche un po' brutale nei confronti di Caterina, ma in seguito, dopo averla conquistata, si rivela invece egli “bisbetico” e scherzoso.
- Bianca: All'inizio è una ragazza dolce, tranquilla, gentile ed obbediente; in seguito, però, in contrapposizione all'addolcimento di Caterina, diventa scontrosa e disobbediente al padre. Bianca funge da esempio a Caterina, mostrando i suoi punti deboli, ma alla fine dimostra di possederne alcuni lei stessa.
- Lucenzio: È il tipico innamorato, che si infuoca a prima vista. Come personaggio, egli è dipinto molto vivacemente e possiede una corporatura snella e minuta.
- Battista: È il tipico padre, il quale vuole niente meno che la completa obbedienza delle sue due figlie; egli spera di organizzare le loro vite definitivamente. Egli è anche occupato a sposare le sue figlie per soldi e spinge spesso i corteggiatori di esse a farlo. È un uomo di mezz'età e di corporatura bassa.

### Elementi comici
Spesso Petruccio deride Caterina per conquistarla, usando anche dei termini un po' scurrili.
Egli in realtà è un uomo di origini nobili, il quale però si finge un po' maleducato ed impertinente. Lo stesso Lucenzio, travestito da Cambio (il tutore), dando lezioni di letteratura a Bianca, maltratta e deride il suonatore di violoncello, il quale, incaricato di istruire la ragazza alla musica, era desideroso di entrare nella stanza (dove vi erano Lucenzio e Bianca).
I travestimenti e lo scambio dei ruoli danno vita a situazioni ironiche e a malintesi che divertono il pubblico e rompono la drammaticità di alcune scene.
La stessa Caterina appare comica quando sputa sentenze e si infuria come un serpente velenoso, mentre, in casa di Petruccio, essa risveglia la nostra compassione.
Come in tutto il teatro elisabettiano, le commedie di Shakespeare, volte al divertimento del pubblico, non mancano di offrire momenti di profonda riflessione e spunti educativi: pertanto anche nelle parti più toccanti evitano di trasformarsi in commedia "rosa".

### Elementi letterari o cornice
Le commedie di Shakespeare sono caratterizzate da un lieto fine e da un'atmosfera gioiosa, piuttosto razionale e solo apparentemente ottimistica. I problemi e le discordanze della storia si risolvono sempre in un lieto fine dove però non mancano i toni malinconici ed un senso pessimistico sulla natura precaria della felicità umana.
Shakespeare non ama giocare con gli equivoci, i travestimenti e le sorprese e ci mostra un'umanità affaccendata, che ha poco della riservatezza inglese, la borghesia elisabettiana che esprime l'avidità e la volontà di potere, o una nobiltà fastosa, capricciosa. L'amore è abilmente dipinto nelle commedie, e a volte preso in giro quando diventa superficiale e ipocrita. Il grande drammaturgo non mostra le cose come egli crede che siano, ma mostra uomini ciascuno dei quali vede le cose a suo modo.
Per questa commedia, una delle prime opere di Shakespeare, egli si rifà ad opere precedenti di Chaucer e Dunbar, per poi modificarne la tecnica di recitazione e trasformando la violenza puramente fisica subita dai personaggi femminili passati in prevaricazione psicologica per la sua Caterina. Inoltre aggiunge all'intreccio principale la vicenda di Bianca come rovesciamento dei ruoli e gioco tra finzione e realtà.
L'introduzione crea un passaggio dalla realtà al sogno, per poi introdurci nell'azione comico-farsesca della storia.
L'azione dura cinque giorni e si basa su scene di contrasto e contrapposizione di personaggi. È proprio da queste opposizioni, di carattere, di tono o di situazione, che nasce l'originalità e la vivacità di questa commedia, benché fra le più semplici e lineari di Shakespeare.
La commedia presenta un'alternanza di registri drammatici e comici: i personaggi utilizzano spesso un linguaggio letterario molto convenzionale ed ornato; Lucenzio e gli altri parlano spesso per frasi fatte, proverbi, con riferimenti a libri, frasi italiane o citazioni latine imperfette. Dal punto di vista del linguaggio vi è anche un certo contrasto tra vecchi e giovani, padri e figli, innamorati dichiarati o nascosti.
Originale è il tono comico-farsesco con cui Shakespeare tratta l'intreccio principale: Petruccio e Caterina possiedono una carica travolgente nei loro furibondi contrasti verbali. Ad esempio il loro primo incontro-scontro, rappresenta un grande momento di teatro perché è l'unico in cui, a parole, Caterina è alla pari di Petruccio,  conducendo a un vero e proprio match di battute, frecciate e sottintesi. Essi parlano un linguaggio diretto, spontaneo, irriverente ed arguto, che contrasta con le false ipocrisie dei discorsi di Bianca e tutti gli altri.
Se il tono ironico domina la commedia, non dobbiamo dimenticare che è proprio il momento finale che riporta la concentrazione e fa da contrappunto patetico: frustrata prima, quando era bisbetica, e dopo, quand'è domata, Caterina paga il prezzo di un'educazione e di una rigidità sociale ingiuste.

### Analisi tra Petruccio e Caterina

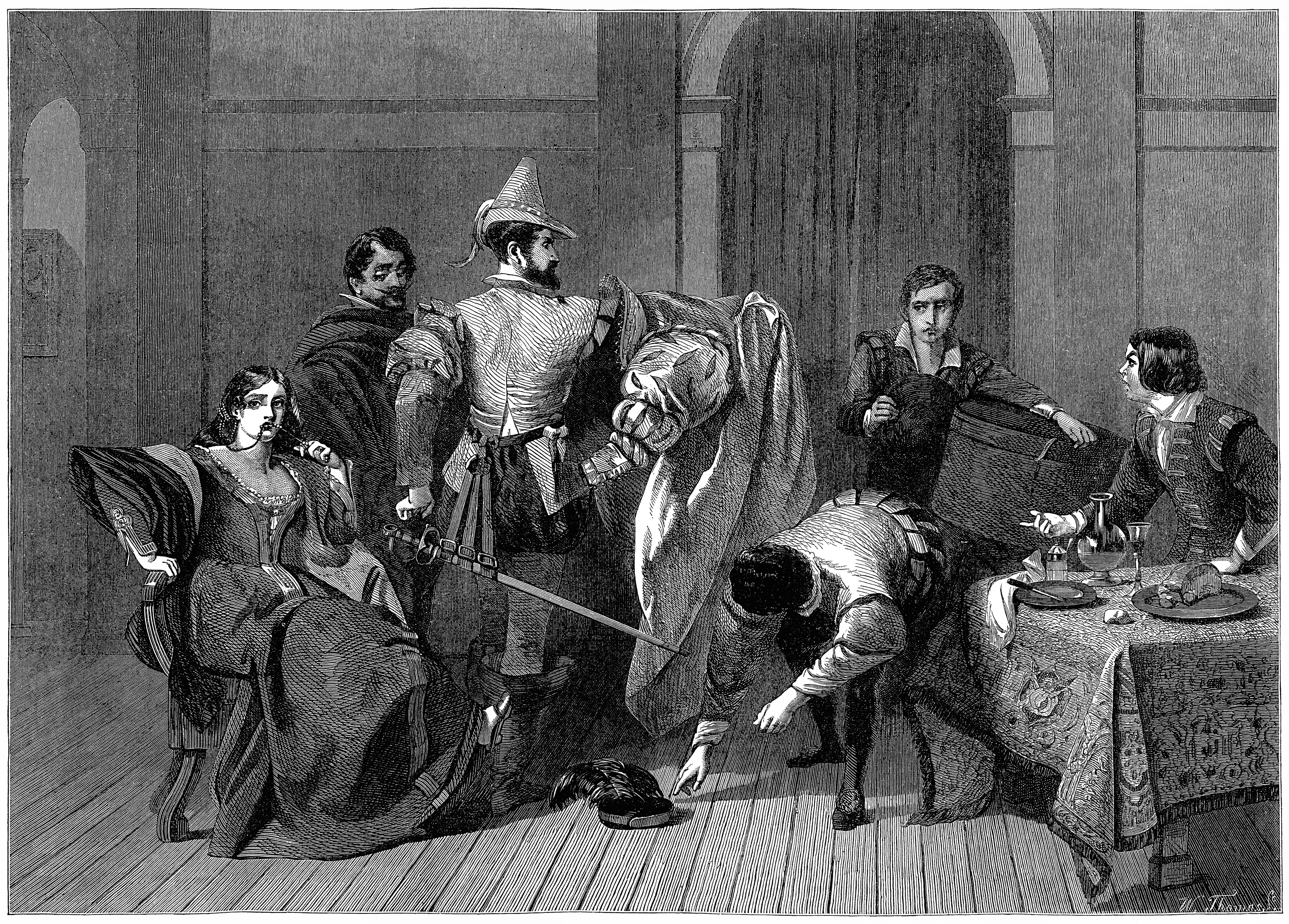
Petruccio e Caterina, Atti IV.

Shakespeare, durante l'intera narrazione, contrappone i due personaggi tra di loro; all'inizio Petruccio è un uomo allegro e soddisfatto di Caterina, mentre quest'ultima è “bisbetica”, scontrosa ed impaziente. Col proseguimento della narrazione, invece, Petruccio diventa egli “bisbetico” ed irascibile, mentre Caterina diventa desiderosa del suo sposo pur non sopportando il suo senso dell'umorismo.
Nei confronti del matrimonio, Petruccio è desideroso di sposare Caterina, mentre quest'ultima, come già detto, no. Nonostante il disguido tra i due, Petruccio riesce a convincere il padre di Caterina a celebrare le nozze.
Battista organizza il matrimonio e Caterina, di mala voglia, è obbligata a presentarsi; Petruccio, invece, sapendo di essere atteso da Caterina, giunge al matrimonio in ritardo e vestito con abiti logori e sporchi. Caterina, arrabbiata più che mai, cerca di velocizzare le nozze, mentre Petruccio tenta il contrario.
Alla fine, dopo numerosi episodi di violenza verbale e manipolazione, Caterina cede e Petruccio può “cantar vittoria”.

## Rappresentazioni e adattamenti

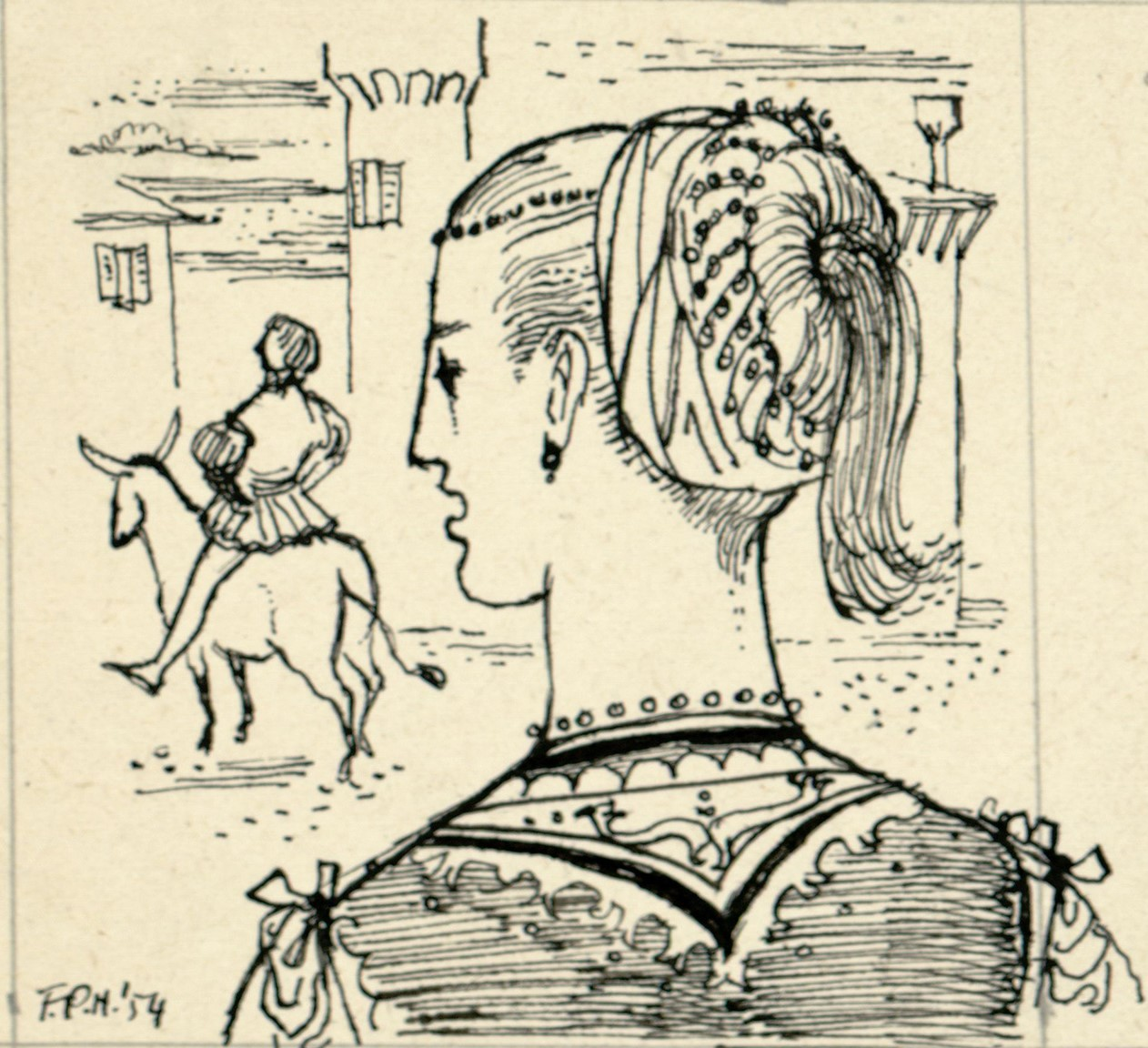
Disegno per copertina di libretto, disegno per La bisbetica domata (1954). Archivio Storico Ricordi

### Confronto tra la rappresentazione teatrale e quella cinematografica
La versione cinematografica è, ovviamente, arricchita di particolari e di scenografie, anche esterne.

Le tecniche del cinema permettono, infatti, di attirare maggiormente l'attenzione del pubblico, perché, pur concentrandosi sulla storia di Caterina e Petruccio, esse ci fanno entrare negli ambienti frequentati dai due personaggi, nell'atmosfera sociale del tempo e ci offrono prospettive ed inquadrature diverse rispetto alla staticità teatrale.
Nel film è possibile cogliere il gioco degli sguardi tra i due personaggi, apprezzare con più chiarezza il cambiamento psicologico e comportamentale di Caterina ed il colore dei luoghi.

A teatro, invece, l'attenzione è concentrata soprattutto sulla parola e l'atmosfera è meno coinvolgente, ma più riflessiva.
La bisbetica domata è tra le più rappresentate e celebri commedie shakespeariane. La versione che Franco Zeffirelli ne fece nel 1966 è tra le più rinomate e celebri; servendosi di una delle più famose coppie cinematografiche quali Richard Burton ed Elizabeth Taylor.

### Versioni cinematografiche e televisive
- La bisbetica domata

Regia di Azeglio Pineschi e Lamberto Pineschi
Italia (1908)
- La bisbetica domata (The Taming of the Shrew)

Regia di D. W. Griffith
Interpreti: Florence Lawrence (Caterina), Arthur Johnson (Petruccio).
USA, 1908
- La bisbetica domata

Regia di Arrigo Frusta
Interpreti: Gigetta Morano, Eleuterio Rodolfi
Italia (1913)
- La bisbetica domata (The Taming of the Shrew)

Regia di Sam Taylor
Interpreti: Mary Pickford (Caterina), Douglas Fairbanks (Petruccio), Edwin Maxwell (Battista).
USA, 1929
- La bisbetica domata

Regia di Ferdinando Maria Poggioli
Interpreti: Lilia Silvi (Caterina), Amedeo Nazzari (Petruccio), Paolo Stoppa (Righetto), Lauro Gazzolo (Battista).
Italia, 1942
- Kiss Me Kate dal musical omonimo ispirato a (The Taming of the Shrew)

Regia di George Sidney
USA, 1953
Interpreti: Howard Keel (Fred), Kathryn Grayson (Lilli), Ann Miller
- La bisbetica domata (The Taming of the Shrew)

Regia di George Schaefer
USA, 1956
Interpreti: Maurice Evans (Petruccio), Lilli Palmer (Caterina).
- Ah min hawaa (in arabo آه من حواء‎?)

Regia di Fatin Abdel Wahab
Egitto, 1962
Interpreti: Rushdy Abaza, Lobna Abdel Aziz
- La bisbetica domata (The Taming of the Shrew)

regia Franco Zeffirelli
interpreti Richard Burton (Petruccio), Elizabeth Taylor (Caterina), Michael York (Lucenzio).
USA/Italia, col. 1967; durata: 122'
- Il bisbetico domato

Regia di Castellano e Pipolo
Interpreti: Adriano Celentano (Elia Codogno), Ornella Muti (Lisa Silvestri), Pippo Santonastaso (don Cirillo)
Italia, 1980
- 10 cose che odio di te

Regia di Gil Junger
Interpreti- Heath Ledger: Patrick Verona (Petruccio), Julia Stiles: Kat Stratford (Caterina)
USA, 1999
- La bisbetica domata (Poskromienie złośnicy) – film diretto da  (2022)The Taming of the Shrew)

regia Anna Wieczur-Bluszcz
interpreti Magdalena Lamparska, Mikolaj Roznerski
Polonia, col. 2022; durata: 112'